# Wojciech Krzaklewski
Wojciech Krzaklewski (ur. 19 listopada 1946 w Ulanowie zm. 15 kwietnia 2024) – polski inżynier, profesor nauk leśnych.

## Życiorys
W 1969 ukończył studia leśnictwa w Akademii Rolniczej im. Hugona Kołłątaja w Krakowie, w 1978 obronił pracę doktorską, w 1992 r. habilitował się na podstawie pracy zatytułowanej Analiza działalności rekultywacyjnej na terenach pogórniczych w głównych gałęziach przemysłu wydobywczego w Polsce. W 1999 uzyskał tytuł profesora nauk leśnych.
Pracował na Uniwersytecie Rolniczym im. Hugona Kołłątaja w Krakowie i w Akademii Górniczo-Hutniczej im. Stanisława Staszica.
Był członkiem Komisji Geodezji i Inżynierii Środowiska na Oddziale PAN w Krakowie, oraz członkiem rady naukowej w Instytucie Ekologii Terenów Uprzemysłowionych. Pochowany został na Cmentarzu Rakowickim

## Odznaczenia
- Medal Komisji Edukacji Narodowej[3]